# DE9
Эби Абулимен (исп. Ebi Abhulimen), более известен как DE9 (рус. Ди Найн), а до 2016 как Dowty Ebi (род. 1982, Нигерия) — испано-нигерийский рэпер, хип-хоп-исполнитель, режиссёр кино, видеоклипов, рекламы и продюсер кино и видео.

## Биография
Эби родился в Нигерии, но вырос в Испании, в городе Алькоркон, где пришлось задержаться его родителям, ожидая визу в США.

## Дискография

### Студийные альбомы
- 2008 — Bad Times
- 2010 — The Prodigal Son

### Мини-альбомы
- «Toma 5» (Dark Hood Familia) (EP)
- «Sweet & Animal» (Yey Wey GHM+DE9) (EP)
- «Oh My Life» (SP)

### Микстейпы
- D union Vol.1
- Champion of Collabo 1 «international Barz»
- Champion of Collabo 2 «a pico y pala»
- My flow supremo hosted by DjRobeRob DjVlad & DjJooz
- Champion of Collabo 3 «Fuck you, Pay me»
- El Boss (2013)[2]
- Think Big & Die King
- Naija Son
- Champion of Collabo 4 «SHUTOFUKOYO».

## Видеоклипы
- Jay Santos[англ.] — Caliente[англ.][3] (Blanco y Negro Records[англ.]) (2013)